# Lecionário 17
O Lecionário 17 (designado pela sigla ℓ 17 na classificação de Gregory-Aland) é um antigo manuscrito do Novo Testamento, paleograficamente datado do Século IX d.C.[a]
Este codex contém lições dos evangelhos de João, Mateus e Lucas (conhecido como Evangelistarium), mas com algumas lacunas[a]. Foi escrito em grego, e actualmente se encontra na Biblioteca Nacional da França.